# 韋利耶湖 (普希金山莊區)
56°57′07″N 28°32′03″E / 56.95194°N 28.53417°E
韋利耶湖（俄语：Велье），是俄羅斯的湖泊，位於該國西北部，由普斯科夫州負責管轄，處於普希金山莊區，面積4.5平方公里，集水區面積42.5平方公里，平均水深1.2米，最大水深2.7米。